# Vítovky
Vítovky (německy Neu Hluboken – tj. doslova „Nová Hluboká“) je osada vzdálená 5 km jihovýchodně od města Kdyně, ke kterému náleží, stejně jako asi o 1 km severněji ležící vesnice Hluboká. Žije zde cca 30 obyvatel. 
V osadě se nachází autobusová zastávka a prochází tudy Zlatá stezka E6. V blízkosti obce (600 m východně) stojí kaple Nejsvětější trojice. Jihovýchodně od osady pramení řeka Kouba. Západně od vesnice leží Vrch Páně (578 m), pod kterým lze nalézt vyhlídku na Německo a Šumavu.